# Camon (Somme)
Camon (picardisch: Canmon) ist eine nordfranzösische Gemeinde mit 4387 Einwohnern (Stand 1. Januar 2022) im Département Somme in der Region Hauts-de-France. Die Gemeinde liegt im Arrondissement Amiens, ist Mitglied des Gemeindeverbands Amiens Métropole und gehört zum Kanton Amiens-3. Die Bewohner werden Camonois und Camonoises genannt.

## Geographie

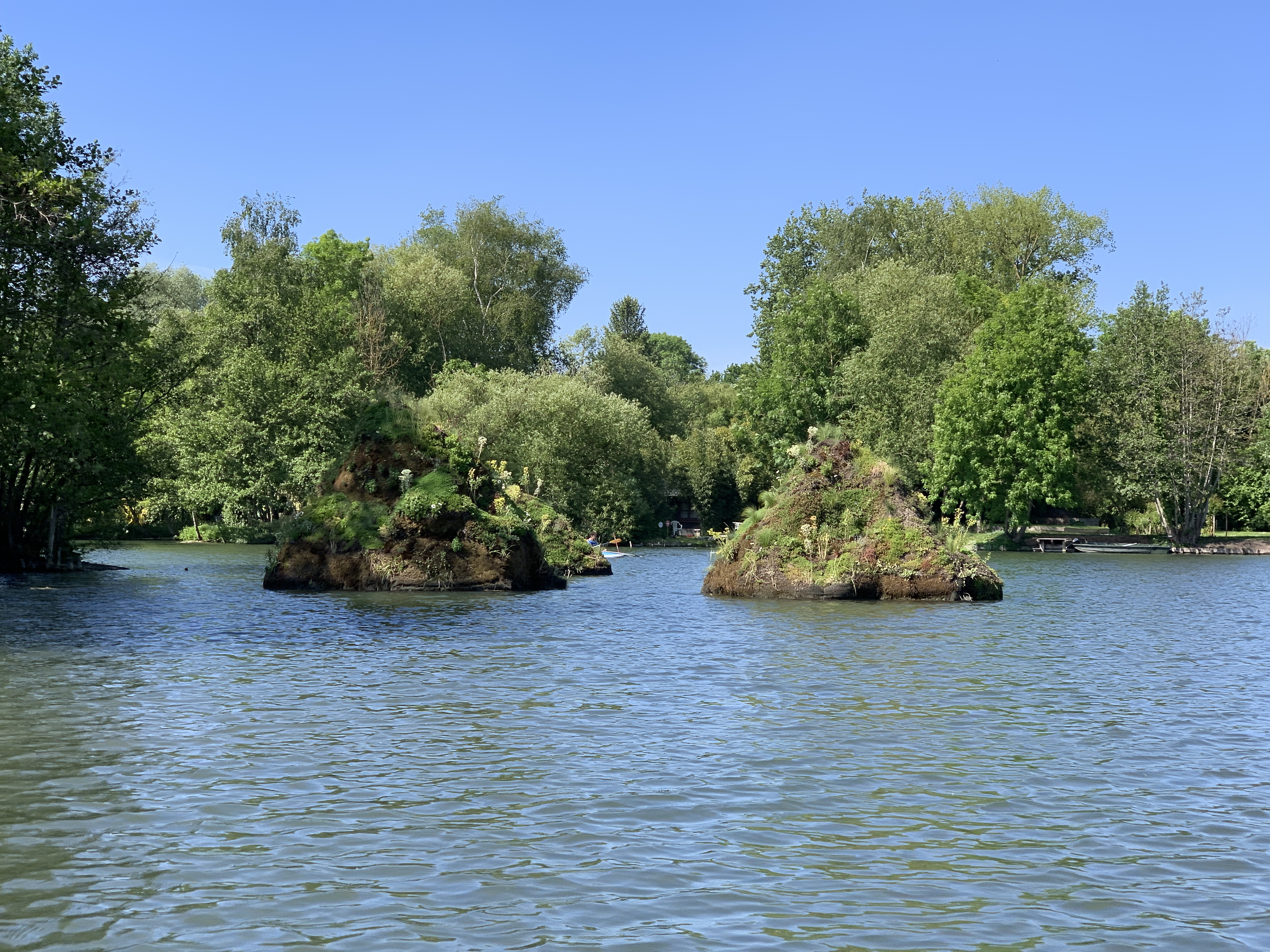
Marais d’Hecquet

Camon ist eine Vorstadt von Amiens, von dessen Zentrum es in östlicher Richtung rund vier Kilometer entfernt ist. Die Gemeinde liegt nördlich der Somme gegenüber der Mündung der Avre. Im Süden des Gemeindegebiets erstreckt sich südlich der Somme das Sumpfgebiet Marais d’Hecquet, Im südwestlichen Gemeindegebiet befindet sich nordöstlich der Somme das Sumpfgebiet Marais Neuf. Das Gemeindegebiet wird von der Route nationale 25, die einen Teil des Schnellstraßenrings von Amiens bildet, durchzogen. Der Ortsteil Le Petit Camon liegt im Norden des Gemeindegebiets an der Départementsstraße D929 (frühere Route nationale 29) nach Albert. Die Hortillonages von Amiens liegen teilweise in der Gemeinde.
Umgeben wird Camon von den acht Nachbargemeinden:
|        | Allonville                                  | Querrieu Bussy-lès-Daours |
| Rivery | Kompassrose, die auf Nachbargemeinden zeigt | Lamotte-Brebière          |
| Amiens | Longueau                                    | Glisy                     |

## Geschichte
Camon unterstand im Mittelalter dem Domkapitel von Amiens. Spanische Truppen brannten 1636 den Ort nieder. 
Im Deutsch-Französischen Krieg 1870/71 wurden die beiden Brücken gesprengt.

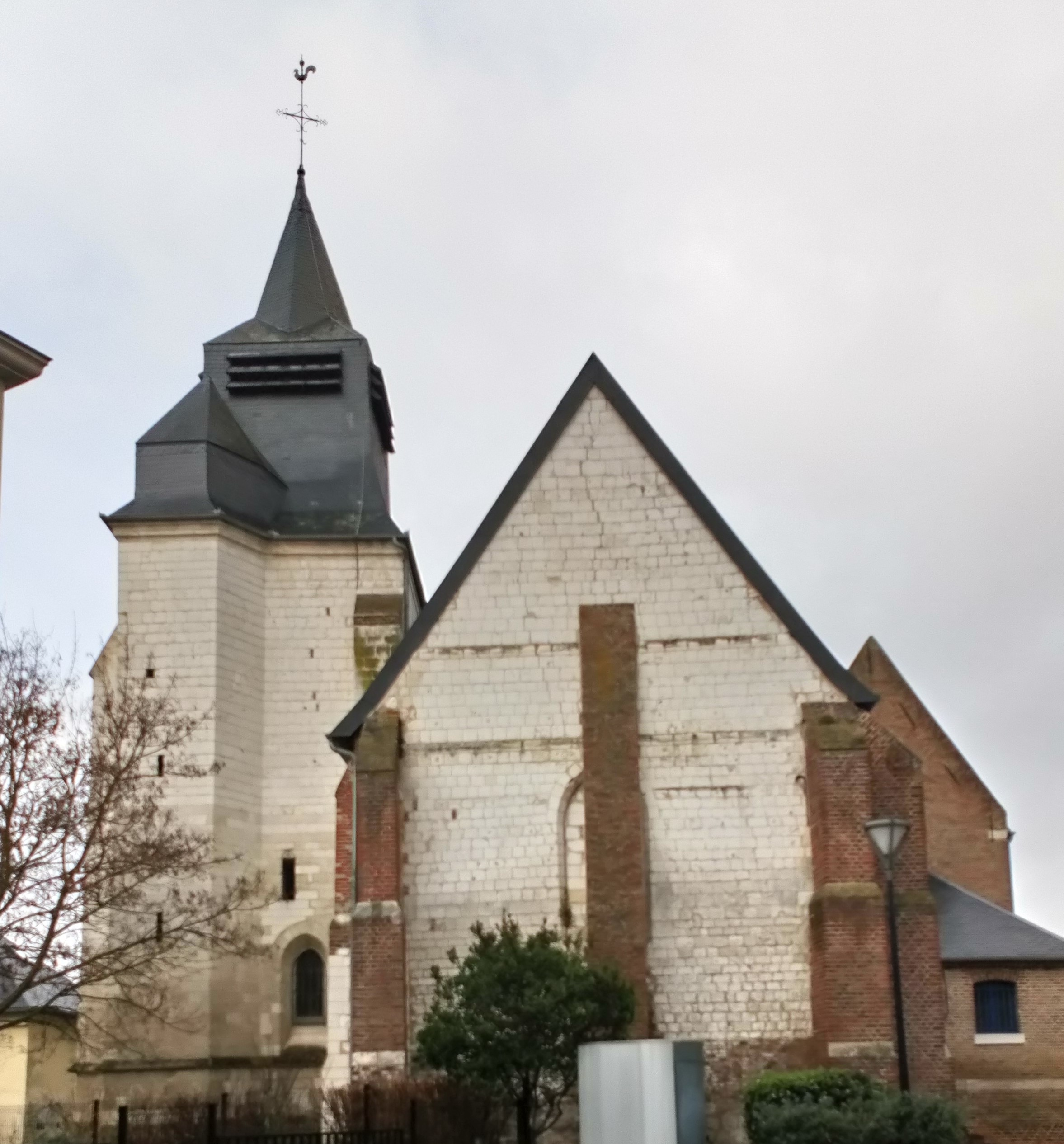
Pfarrkirche Saint-Vaast

| 1962 | 1968 | 1975 | 1982 | 1990 | 1999 | 2006 | 2018 |
| ---- | ---- | ---- | ---- | ---- | ---- | ---- | ---- |
| 2110 | 3008 | 4350 | 4214 | 3920 | 4366 | 4547 | 4424 |

## Sehenswürdigkeiten
- Pfarrkirche Saint-Vaast aus dem 16. Jahrhundert, mit moderner Verglasung von Joseph Archepel